# Moreira Franco
Wellington Moreira Franco (Teresina, 19 de outubro de 1944) é um político brasileiro, filiado ao MDB. Foi ministro-chefe da Secretaria-Geral da Presidência e, posteriormente, ministro de Minas e Energia no governo Michel Temer. Após ter sua nomeação suspensa três vezes, por liminar da Justiça Federal do Distrito Federal, pela Justiça Federal do Rio de Janeiro e pela Justiça Federal do Amapá, teve sua nomeação aprovada com a exigência da não elegibilidade ao foro privilegiado. Isto tudo se deve à possível participação de Moreira Franco em esquemas de corrupção delatados por Cláudio Melo Filho na Lava-Jato.
Ingressou na política brasileira durante o regime militar no MDB; em 1979, mudou-se para a ARENA, partido que apoiava a ditadura. Com o fim da ditadura e a chegada do PMDB ao poder, mudou de lado e passou ao PMDB, onde está até hoje. Foi membro dos Diretórios Estadual e Nacional do partido, bem como integrante da Comissão Executiva Nacional. Sua vida pública teve início em 1974, quando foi eleito Deputado Federal pelo MDB-RJ. Elegeu-se ainda prefeito de Niterói e, logo depois, governador do Estado do Rio de Janeiro. Retornando ao Congresso Nacional em 1994, exerceu por duas legislaturas o mandato de Deputado Federal. Além disso, foi vice-presidente da Caixa Econômica. No governo Fernando Henrique Cardoso, atuou como assessor especial no Palácio do Planalto.
Foi nomeado, no início da gestão Dilma-Temer, para a hoje extinta Secretaria de Assuntos Estratégicos e, posteriormente, a pedido do então vice-presidente, nomeado ministro da Aviação Civil. Considerado um dos melhores amigos de Michel Temer, sua demissão, por Dilma, no último dia do primeiro mandato da petista foi um dos motivos de insatisfação apontados pelo próprio Temer, em carta enviada à presidente, para o rompimento do vice e do PMDB com a petista. Após a destituição de Dilma, foi nomeado por Temer responsável pelo setor de privatizações e parcerias do governo com os interesses privados, assumindo a Secretaria Executiva do Programa de Parceria de Investimentos. Responsável pelos leilões de aeroportos para consórcios privados, Moreira Franco é investigado na Operação Lava Jato, entre outros motivos, por mensagens trocadas com o então presidente da empreiteira Andrade Gutierrez à época das privatizações. No dia 21 de Março de 2019, foi preso preventivamente pela Operação Lava Jato.
Desde a década de 1990, Moreira Franco é conhecido no meio político pelo apelido de "gato angorá" - pela cabeleira branca e por seu perfil adesionista ("a característica do gato angorá é passar de colo em colo"). Teve seu nome citado também nas delações da Odebrecht, em dezembro de 2016, quando se revelou que o codinome de Moreira Franco nas listas de repasses de dinheiro eram "gato" e "angorá". Na década de 1980, era conhecido como "o genro do genro", uma vez que era casado com a neta de Getúlio Vargas.

## Vida acadêmica
Em 1964, ingressou na Faculdade de Ciências Econômicas da Universidade do Brasil (atual UFRJ). Três anos depois, transferiu-se para o curso de sociologia e política da Pontifícia Universidade Católica do Rio de Janeiro (PUC-RJ), concluído em 1969.
Foi pesquisador bolsista do Instituto de Ciências Sociais da Universidade do Brasil em 1965. Durante quatro anos (1966 a 1970), foi pesquisador da Escola Interamericana de Administração Pública (EIAP) e da Escola Brasileira de Administração Pública e de Empresas (EBAP), ambas da Fundação Getúlio Vargas (FGV) do Rio de Janeiro.
Fez cursos de mestrado no Instituto Universitário de Pesquisa do Rio de Janeiro (IUPERJ) e no “Centre Universitaire de Vincennes” - Universidade de Paris; e de doutoramento na “École Pratique des Hautes Études” e no Instituto de Estudos Políticos de Paris - “Sciences Po”.
Foi professor de Sociologia na Faculdade de Economia da Universidade Federal Fluminense (UFF) e diretor-presidente da Editora Nova Aguilar.

## Carreira política

### Momentos marcantes
Desde o curso secundário, militou no movimento estudantil, tendo sido membro do Diretório Acadêmico da PUC e dirigente estadual da Ação Popular (da Juventude Universitária Católica).
Em 1972, aos 28 anos, Moreira Franco filiou-se ao MDB do antigo estado do Rio de Janeiro, partido então liderado pelo senador Amaral Peixoto, seu sogro naquela época.
Em 1979, acompanhou Amaral Peixoto na mudança para o PDS, partido que dava sustentação à ditadura militar. Pelo PDS, foi candidato ao governo do Rio de Janeiro em 1982, perdendo para o candidato do PDT, Leonel Brizola. O pleito teve grande repercussão por ter sido a primeira eleição direta para governador do estado depois da edição do AI-2.
No processo de apuração dos votos, Brizola acusou a TV Globo, O TRE-RJ e a empresa Proconsult de tentarem fraudar os resultados da eleição em favor de Moreira Franco, no que ficou conhecido como o Caso Proconsult.
Em 1985, ao fim da ditadura militar, ano em que o PDS finalmente deixa a presidência da República e o PMDB chega ao poder, Moreira Franco também deixa o PDS e se muda para o PMDB, partido em que está até hoje. Desde 1987, é membro do Diretório Nacional do PMDB, tendo sido presidente do PMDB do Rio de Janeiro entre os anos de 1995 e 2004. Foi presidente da Fundação Ulysses Guimarães, mantida pelo partido, entre os anos de 2001 a 2007.  Moreira volta a Brasília em 1999 como assessor especial do presidente Fernando Henrique Cardoso
Desde a década de 1990, Moreira Franco é conhecido no meio político pelo apelido de "angorá" - tanto pela vasta cabeleira branca adquirida desde cedo como também por seu conhecido adesismo ("a característica do gato angorá é passar de colo em colo").

### Deputado federal (1975 – 1977)
Sua vida pública teve início em 1974, quando foi eleito Deputado Federal pelo MDB-RJ. Moreira Franco foi eleito em três ocasiões. No primeiro mandato (de 1975 e 1976), Moreira foi opositor da fusão dos antigos estados do Rio e da Guanabara.
Na Câmara dos Deputados, Moreira Franco fez discursos denunciando que a fusão dos antigos estados do Rio e da Guanabara, imposta pelo governo militar, trouxera prejuízos para os dois lados, e para Niterói em particular, vítima de um forte esvaziamento econômico, social e político.
Em 1975, foi indicado pelo MDB como primeiro vice-presidente e relator do partido na primeira CPI aprovada na Câmara depois do Golpe Militar de 1964, instituída para investigar o comportamento e as influências das empresas multinacionais e do capital estrangeiro no Brasil.

### Prefeito de Niterói (1977 – 1982)

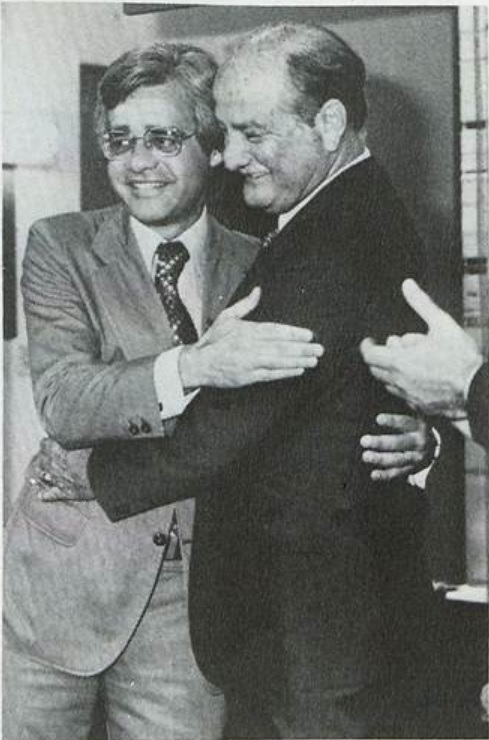
O prefeito Moreira Franco (à esquerda) e presidente da Telerj Nelson Jorge Souto durante inauguração das Centrais Telefônicas 714 e 717 de Niterói, 1980.

Moreira Franco foi o primeiro prefeito eleito em Niterói depois do Golpe Militar de 1964. Cumpria seu primeiro mandato na Câmara quando se candidatou à Prefeitura de Niterói, no ano de 1976. Foi eleito com 46 299 votos, 26% dos votos válidos. O segundo mais votado foi Silvio Lessa, que recebeu 36 229 votos ou 20% dos votos válidos. Eleito pelo então MDB, partido de oposição à ditadura, tomou posse em 31 de janeiro de 1977 e em 1979 mudou-se para o PDS, partido da ditadura militar.
Como prefeito, implantou vários projetos de planejamento urbano, como o túnel Raul Veiga, ligando São Francisco a Icaraí, a reurbanização de São Francisco, Charitas e Piratininga. Idealizou o Plano de Complementação Urbana – o Projeto Cura em 1977, que não foi implantado em sua totalidade, apenas construídos os terminais rodoviários urbanos norte e sul. Implementou ainda o plano de recuperação do centro comercial de Niterói em 1979, que consistiu na reurbanização do centro comercial da cidade.[carece de fontes?] A participação federal de recursos para os municípios naquela época (período compreendido entre 1960 e 1997) era de 5%, um repasse considerado insuficiente para que os municípios pudessem implantar integralmente os projetos de infraestrutura e urbanização. Antes de sua gestão, a Secretaria de Saúde, por exemplo, tinha como função administrar cemitérios.
Na habitação, Moreira concedeu três mil títulos de propriedade aos moradores da Ilha da Conceição e construiu 1 300 moradias populares no Barreto, Neves, Fonseca e Largo do Barradas. Através dos programas Pró-Bairro, Pró-Mutirão e Patamares Equipados foram criados conselhos comunitários e núcleos assistenciais, com a finalidade de colher e atender diretamente as reivindicações da população.
Programa Pró-bairro
Testado com êxito nos bairros do Barreto, Engenhoca e Fonseca, onde foram feitas campanhas de vacinação, casamentos coletivos e cursos profissionalizantes, o Pró-Bairro foi um projeto pioneiro que serviu de modelo para outras prefeituras.
Pró-Mutirão
Projeto destinado a obras de saneamento básico, que envolveu 30 associações de moradores, como as comunidades de Vila Ipiranga, Santa Bárbara, Viçoso Jardim, Morro de São Geraldo, Pendotiba, Morro do Estado, Morro de Souza Soares, Capim Melado, Jurujuba e Ilha da Conceição. Um dos resultados do projeto foi a construção da caixa d’água no Morro do Preventório, em Charitas.
Patamares Equipados
Na cultura, destacam-se projetos como o Seis e Meia (shows de música no Teatro Leopoldo Fróes), o Barca das Sete, (shows de música popular na Praça Araribóia) o Teatro na Praça (apresentação de peças teatrais nas principais praças de Niterói) e o Arraiá da Praia Grande (comemoração em homenagem ao padroeiro da cidade, que durava todo o mês de junho).
Em 14 de maio de 1982, Moreira Franco renunciou para se candidatar ao governo do Estado, não tendo sido eleito.

### Governador do Rio de Janeiro (1987 – 1991)
Em 1986, em convenção estadual do PMDB, Moreira disputa e vence o Senador Nelson Carneiro e é indicado para concorrer ao governo do Estado nas eleições estaduais em 15 de novembro daquele ano. Articula uma coligação ampla – do PCdoB ao PFL – composta de doze partidos e vence Darcy Ribeiro, do PDT, por 49,4% contra 35,9% dos votos.

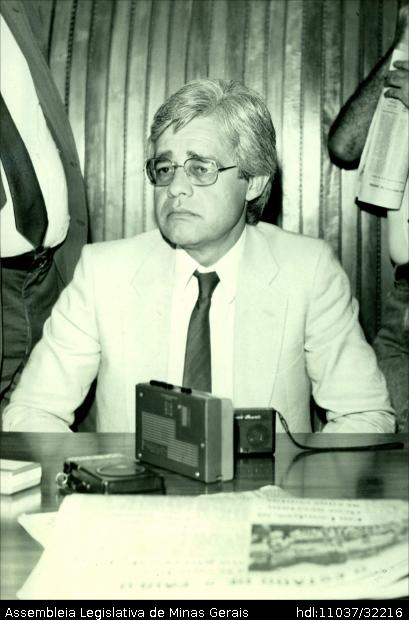
Governador Moreira Franco.

Toma posse a 15 de março de 1987. A séria crise econômica que o país atravessava, marcada por inflação elevada e desvalorização cambial, afetou a arrecadação de impostos do estado, além de gerar adiamento de investimentos de empresas. O ambiente econômico e financeiro adverso, com o fracasso do Plano Cruzado, causou um aumento da dívida pública estadual.
A área de saneamento, em particular as obras na Baixada Fluminense, tem uma lenta retomada na gestão de Moreira Franco. É elaborado um plano estratégico para a recuperação financeira da CEDAE, bem como ampliação e extensão das redes de água e esgoto. Porém, ao final da década de 1980, continuava precária a situação do saneamento na Baixada Fluminense, situação que se agravou com o período de chuvas em 1988. Depois da calamidade e com a atuação de movimentos populares, o governo do estado buscou ajuda do Banco Mundial para o financiamento de um plano emergencial de combate a enchentes, plano este chamado de "Projeto Reconstrução Rio". O atraso na liberação do financiamento fez com que as obras deste projeto iniciassem só dois anos depois, quase no final do mandato de Moreira Franco.pg.9
Para ajudar na recuperação econômica do estado, Moreira propôs a criação do Polo Petroquímico de Itaguaí, com um potencial para gerar trinta mil empregos. Desse projeto surgiu a criação da Companhia do Polo Petroquímico do Rio de Janeiro. No entanto o Polo Petroquímico de Itaguaí nunca foi construído, tendo como principal motivo a saída da Petroquisa, unidade petroquímica da Petrobras, depois da crise financeira de 1990, com o Plano Collor.
Na educação, promoveu a municipalização do ensino, através da Resolução 1.411/87, o Programa de Municipalização no Estado do Rio de Janeiro (PROMURJ). Esta descentralização, no entanto, foi apontada como uma forma encontrada de desobrigar o Estado a manter o alto custo dos CIEPs, criados na primeira gestão de Leonel Brizola.
Para valorizar a escola pública, Moreira reformou 17 colégios e inaugurou o CIEP Álvaro Lontra, homenagem ao conhecido educador de Miracema, já falecido. O atendimento aos menores carentes foi assegurado com a construção de duas creches, para 100 crianças, e com a instalação de um núcleo da Fundação Estadual de Educação do Menor (FEEM), que coordenava todas as ações assistenciais, em convênio com a Prefeitura.
Promoveu a criação e implantação do Instituto Politécnico e do Centro de Ciências e Tecnologia, destinados a pesquisa e treinamento de professores da rede estadual e ensino profissional. A iniciativa marcou a recuperação do antigo Colégio Nova Friburgo, da Fundação Getúlio Vargas, abandonado havia mais de 15 anos.
A expansão do metrô carioca para os bairros de Pavuna e Copacabana foi a principal promessa de Moreira Franco para o setor de transportes. Em sua gestão, foram inauguradas duas estações do metrô: Triagem, em 30 de junho de 1988, e Engenho da Rainha, em 13 de março de 1991. O projeto acabou adiado por razões econômicas e somente em julho de 1988 foram iniciadas as obras na Zona Sul da capital.
Ao completar dois anos de governo Moreira anunciou a recuperação de seiscentas vagas em presídios, bem como a informatização e o reaparelhamento das polícias civil e militar. Construiu Bangu I, primeiro presídio de segurança máxima do Brasil, que recebeu os principais chefes do tráfico de drogas do Estado.
No início de abril de 1989, contudo, a criminalidade registrou um crescimento com um total de 125 assassinatos em seis dias, alguns dos quais com marcas do "esquadrão da morte". No ano seguinte, ocorreu um sensível aumento dos casos de sequestro e o governo do estado decidiu instituir uma recompensa para quem fornecesse pistas sobre os criminosos. Ao justificar o não-cumprimento de sua principal promessa de campanha, Moreira afirmou “que a cumplicidade com o crime organizado no Rio era muito mais profunda do que se supunha”, atribuindo a explosão de violência ao recrudescimento da crise social.[carece de fontes?]
Nas eleições para a sucessão, em 1990, não conseguiu eleger seu candidato, Nelson Carneiro. Leonel Brizola, do PDT voltou ao governo do Rio, vencendo a disputa já no primeiro turno, com 61% dos votos.
Nos últimos dias de seu governo, já no início de 1991, foi duramente criticado por receber bicheiros em uma recepção oficial do Palácio Guanabara.

### Deputado federal (1995 – 1999)
Vinte anos depois do seu primeiro mandato como deputado federal, Moreira Franco retorna à Câmara em janeiro de 1995, com 76 315 votos - o sexto mais votado do Rio de Janeiro. Seu desempenho nessa legislatura o alçou à condição de liderança política no Parlamento. Em 1995, foi incluído pela avaliação anual feita pelo Departamento Intersindical de Assessoria Parlamentar (DIAP) entre as cem principais "cabeças" do Congresso Nacional - posição que manteve durante todo o mandato.
Fez parte da bancada de apoio ao então presidente Fernando Henrique Cardoso durante seu mandato, amigo dos tempos de estudante. Moreira integrava um pequeno grupo liderado pelo presidente da Câmara, o então deputado Luís Eduardo Magalhães, com acesso direto ao Planalto - o que fazia de Moreira Franco um constante interlocutor do presidente. Sua atuação ganhou ainda mais visibilidade com a indicação para ser relator da Reforma Gerencial Brasileira de 1995. Foi criticado pelo então ministro da Reforma, Bresser Pereira, por modificações no texto original redigido pelo professor Paulo Modesto, considerado por ele "juridicamente preciso, e que a partir das  adições feitas pelo relator Moreira Franco e pelos demais deputados, perdeu algo da precisão e tornou-se prescritivo".
Para compreender esse momento da história do Brasil, é importante lembrar que o retorno de Moreira a Brasília se dá num contexto especial da política brasileira. Ao assumir o poder, em 1995, FHC envia para o Congresso uma série de reformas estruturais consideradas fundamentais para a sustentação do Plano Real: as Reformas Administrativa e Previdenciária, e o fim do monopólio do Petróleo e das Comunicações.
A habilidade política de Moreira e sua experiência no Executivo, como prefeito e governador, o levaram a ser indicado relator da Reforma Administrativa (PEC 173-A/95) que, junto com a Previdenciária, formavam as duas reformas mais difíceis, do ponto de vista político. Como relator da Comissão Especial da Reforma Administrativa, Moreira buscou o entendimento entre os diversos partidos, governadores e prefeitos de capitais.
Da troca de ideias, nasceram vários pontos que foram acrescidos à proposta original de emenda constitucional, aperfeiçoando-a e também facilitando a sua aprovação. Importantes direitos para os trabalhadores foram garantidos e, pela primeira vez, foi introduzido na Constituição Federal o princípio da eficiência na administração pública..
Além da relatoria da Reforma Administrativa, Moreira foi também o relator de um projeto de lei de 1996 (PL 2353/1996), que tramitava no Congresso, e que previa a gratuidade na emissão de certidões notariais.
| “ | ...consegui desengavetar um antigo projeto que tramitava há anos no Congresso e que previa gratuidade na emissão de certidões de óbito e nascimento. Para isso, enfrentei o lobby dos cartórios, mas com habilidade política levei os deputados ao entendimento da importância do projeto, que acabou aprovado sob a forma da Lei 9534/97. | ” |

No período de seu segundo mandato, Moreira foi ainda presidente da Comissão de Viação e Transportes, entre 1995 e 1996.
Da tribuna, fez discursos denunciando o aumento da criminalidade no Rio e conseguiu a liberação de verbas federais para serem aplicadas na área da Segurança no Estado. Atuou também no sentido de valorizar o magistério, exigindo a melhoria da remuneração dos professores.
Sua atuação no Congresso o credenciou a tentar a eleição ao Senado, em 1998. Derrotado nas urnas, nos anos seguintes, foi ser Assessor Especial do Presidente. posto que ocupou até 2003, quando retornou ao Congresso Nacional como deputado federal, para cumprir seu terceiro mandato.

### Deputado federal (2003 – 2007)
O terceiro mandato de Moreira Franco como deputado federal – iniciado em 2003 com o voto de 77.813 eleitores – foi marcado pela sua consolidação como um dos principais articuladores políticos da Câmara. Vice-líder do PMDB na casa, Moreira Franco, foi indicado diversas vezes para relatar projetos polêmicos e relevantes. Um exemplo foi a minirreforma eleitoral que proibiu, nas eleições daquele ano, o uso de outdoors, distribuição de brindes e showmícios.
Na metade de seu mandato na Câmara, concorreu novamente à prefeitura de Niterói, ficando em segundo lugar no primeiro turno, depois de Godofredo Pinto, por uma diferença de 65 mil votos. Moreira Franco, no entanto, renuncia a continuar na disputa.
Continuando na Câmara dos Deputados, foi relator da "Timemania", que previa a utilização de recursos da nova modalidade de loteria para que os clubes brasileiros saldassem suas dívidas com a União e saíssem da crise que afligia o futebol brasileiro em geral, e o carioca, em particular. O projeto, que estava parado na Câmara por falta de acordo, acabou nas mãos de Moreira e tornou-se lei, sancionada pelo Presidente da República em setembro de 2006. A Timemania contempla também entidades filantrópicas, como as santas casas de misericórdia – e demais entidades hospitalares sem fins lucrativos.
À frente da Comissão de Finanças e Tributação da Câmara, Moreira ajudou a aprovar propostas relevantes, como a que alterou o código do consumidor, obrigando as instituições financeiras a divulgar tabela de preços de seus serviços. Aprovou ainda o projeto que estimula, através de benefício fiscal, a construção de cinemas e teatros em municípios pequenos, além das propostas que isentam do pagamento de Imposto de Renda pessoas com doenças crônicas e idosos com mais de 70 anos.
Como legislador, Moreira formulou propostas de emenda constitucional de alcance nacional, como a que proibia o gasto do governo com publicidade e a proposta para tornar o voto facultativo. Entre os projetos de lei, destacaram-se o que alterava o estatuto da criança e do adolescente, garantindo a irmãos acesso à mesma escola, e o projeto que estabelecia a obrigatoriedade de comunicação ao Congresso da situação dos imigrantes no Brasil e dos emigrantes brasileiros no exterior.

### As eleições de 2004
Em 2004, Moreira Franco candidatou-se a prefeito de Niterói, tendo como sua vice na chapa a deputada estadual Tânia Rodrigues. Os principais opositores eram o então prefeito Godofredo Pinto (PT) e o ex-prefeito João Sampaio (PDT), seguidos por Sergio Zveiter pelo PL. Em cima do prazo para homologação das candidaturas, Zweiter abriu mão de concorrer como prefeito e aceitou o convite de Moreira para ser seu vice.
Tânia Rodrigues, o PT e o PDT entraram com uma ação no TRE, pois a chapa Moreira-Zveiter foi feita fora do prazo legal. A candidatura foi impugnada e Tânia voltou a ser a vice da chapa de Moreira. O TRE ainda deu uma chance a Sergio Zveiter voltar a ser candidato à Prefeitura, mas este resolveu manter seu apoio ao ex-governador.
No dia seguinte ao pleito em Niterói (e com o segundo turno confirmado), Moreira Franco anunciou sua desistência, alegando que a população niteroiense já havia decidido sobre a reeleição do prefeito Godofredo Pinto (que obteve 48% dos votos válidos no primeiro turno). Com a desistência de Moreira, o ex-prefeito João Sampaio (terceiro colocado no primeiro turno) foi convocado para disputar o segundo turno contra o prefeito Godofredo Pinto, que acabou sendo reeleito.

### Vice-presidência da Caixa Econômica Federal
A partir de 2006 decidiu não disputar cargos eletivos. Ocupava a vice-presidência de Fundos de Governo e Loterias da Caixa Econômica Federal, participando do comitê gestor do FGTS e administrando as 10 modalidades de jogos mantidas pelo Governo Federal.
Moreira Franco foi o gestor responsável pelos recordes apresentados pelas loterias oficiais e pelo desempenho histórico do Fundo de Garantia do Tempo de Serviço (FGTS). Nesse período, o ex-governador do Rio de Janeiro marcou sua gestão pela criação de novos instrumentos de apostas, no caso das loterias; e novos meios para investimentos, no caso do FGTS.
Como administrador responsável pelo FGTS, Moreira foi o gerenciador de 30 milhões de contas ativas e mais de R$ 230 bilhões. Se fosse considerado um banco, o FGTS seria o quinto maior do País em patrimônio, atrás apenas de gigantes como o Itaú, Bradesco, Banco do Brasil e a própria Caixa Econômica Federal.
O fundo é formado por contribuições dos empregadores em nome dos empregados, correspondentes a 8% do salário. Cada trabalhador com carteira assinada mantém uma conta do FGTS na Caixa Econômica Federal. Em caso de demissão, aposentadoria, compra da casa própria ou doenças graves, o trabalhador pode sacar parte ou todos os recursos do fundo depositados em seu nome.
Superavitário, o FGTS é, a um só tempo, uma indenização para o trabalhador que perde o emprego, uma poupança que financia quase todo o mercado imobiliário do País e, também, uma fonte de recursos para programas fundamentais para o desenvolvimento econômico e social. É o fundo que financia, em grande parte, as obras de saneamento e de infraestrutura.
Em 27 de julho formalizou ao presidente Luiz Inácio Lula da Silva seu pedido de exoneração do banco público para ser representante do PMDB na campanha da petista Dilma Rousseff. A primeira atividade pública de campanha do peemedebista foi participar, ao lado da presidenta e do vice-presidente Michel Temer, da reunião Sociedade Brasileira para o Progresso da Ciência (SBPC) em Natal.

### Secretaria de Assuntos Estratégicos
Criada em 23 de julho de 2008 pela Lei n º 11.754, a Secretaria de Assuntos Estratégicos foi chefiada por Moreira Franco de janeiro de 2011 a março de 2013.

### Secretaria de Aviação Civil

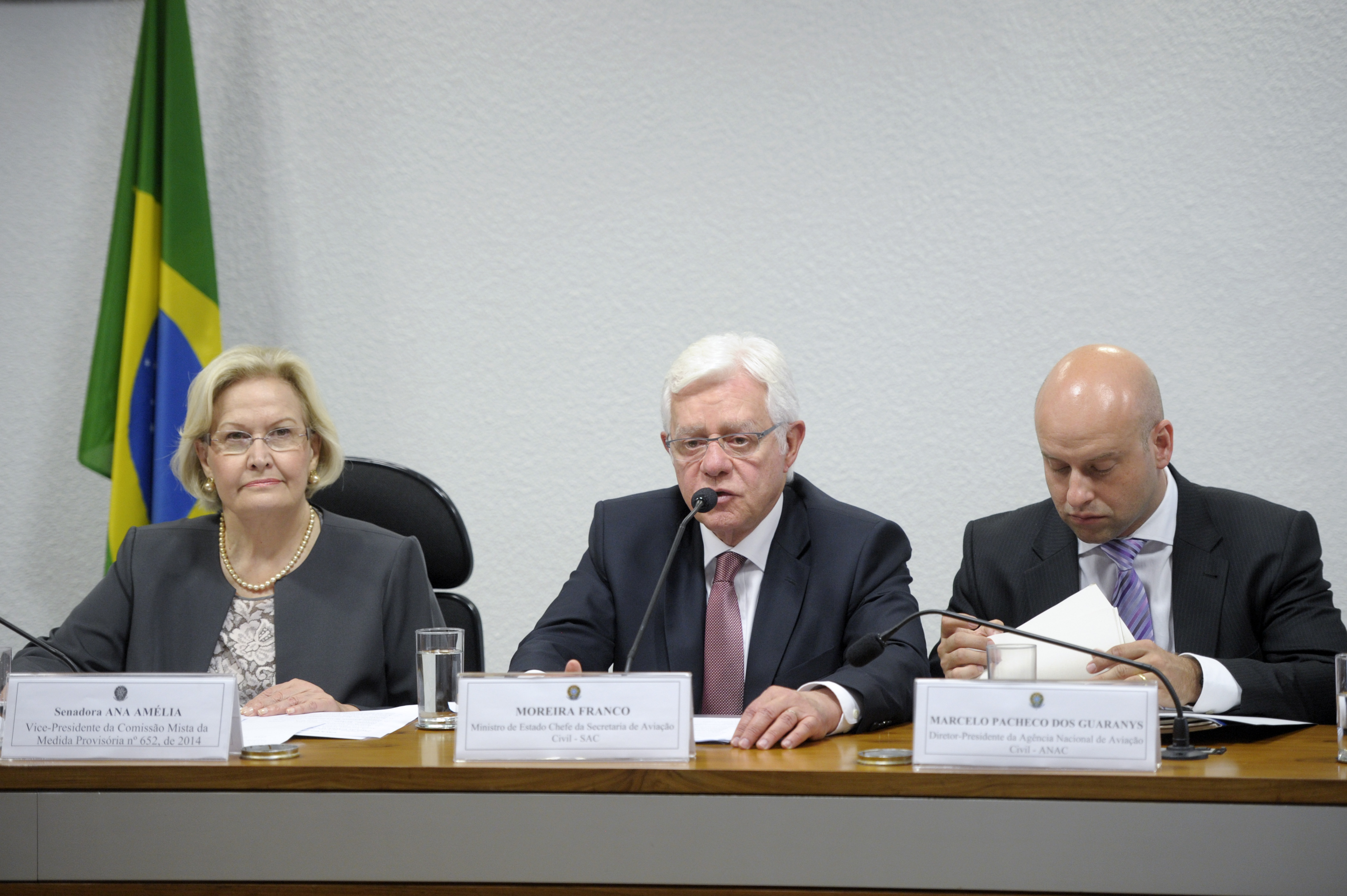
Franco em pronunciamento no Senado em 2014, quando era ministro da SAC

Foi ministro da Secretaria de Aviação Civil (SAC), cargo que ocupou de 16 de março de 2013 a 1 de janeiro de 2015.. A então presidente, Dilma Rousseff, alegou que Moreira Franco foi retirado do cargo por roubar.
Moreira Franco defendia que para melhorar o serviço e a estrutura aeroportuária, era necessário quebrar o monopólio no setor. Colocou como objetivo estabelecer efetivamente uma competição entre os cinco principais aeroportos do país para superar o déficit acumulado de investimentos no setor. Os cinco aeroportos concedidos: Brasília, Belo Horizonte, Rio, Guarulhos e Campinas respondem, juntos, por 80% dos voos internacionais e 50% dos voos domésticos.
O primeiro lote de concessões contemplou o Aeroporto Internacional de Brasília (Presidente Juscelino Kubitschek), Internacional de Guarulhos/Cumbica (André Franco Montoro) e o Internacional de Viracopos, em Campinas. O Leilão desses três aeroportos ocorreu de forma simultânea na Bolsa de Valores de São Paulo no dia 6 de fevereiro de 2012. O Segundo lote das Concessões, realizado na gestão Moreira Franco, contemplou os aeroportos Internacional do Rio de Janeiro – Galeão Tom Jobim e o Internacional Tancredo Neves (Confins), tendo sido realizado no dia 22 de novembro de 2013, e homologado em 23 de janeiro de 2014.
As concessões no setor aeroportuário brasileiro foram possíveis graças ao decreto nº 6780, assinado pelo então presidente Luiz Inácio Lula da Silva, em 18 de fevereiro de 2009. Tal decreto definiu os termos e marcos gerais da Política Nacional de Aviação Civil.
O foco na Copa do Mundo acelerou a ampliação e modernização dos aeroportos das 12 cidades-sedes e a construção de um novo em Natal. A mudança nos aeroportos brasileiros ficou clara durante o período. Com a oferta de 108 mil "slots" (vagas para pousos e decolagens), o Brasil atendeu plenamente aos pedidos de reserva para quase 90 mil voos no período. A taxa de atrasos e cancelamentos de voos foi baixíssima, dentro da tolerância internacional e abaixo da média nacional em outros momentos. Apesar de durante a Copa alguns aeroportos ainda terem apresentado obras em execução, esse fator não acarretou em grandes problemas no serviço prestado aos usuários.
Pesquisas de opinião, realizadas durante o torneio, apontaram que o setor aeroportuário foi o mais bem avaliado pelos turistas estrangeiros e brasileiros que utilizaram do meio de transporte aéreo para as cidades que sediaram os jogos. Durante o torneio, os aeroportos receberam 17 milhões de passageiros.
Moreira Franco defendia que o setor público e a iniciativa privada executassem a responsabilidade de prestar um melhor serviço à população.
Foi na gestão de Moreira Franco que o Programa de Aviação Regional se desenvolveu. Lançado em dezembro de 2012 pelo Governo Federal para ampliar o tráfego e a conexão aérea e democratizar o modal aéreo no País, o Programa de Aviação Regional tem o objetivo de dotar o Brasil de uma rede de aeroportos regionais operando a preços competitivos, de forma a garantir que 96% da população brasileira está a 100 quilômetros ou menos de um aeroporto com condições de operar voos regulares. O programa visa ampliar, reformar ou construir 270 aeroportos, bem como aumentar a capacidade dos Estados e municípios de geri-los e subsidiar as passagens e tarifas em voos regionais.
Na gestão de Moreira Franco, 40 aeroportos regionais foram beneficiados pelo programa de Aviação Regional. De janeiro de 2011 a 2014, quase 402 milhões de reais foram aplicados no programa e outros 378 milhões de reais em execução.[carece de fontes?]
Moreira Franco passou para seu sucessor, o atual ministro da Aviação Civil, Eliseu Padilha, a tarefa de dar o acabamento final no programa de aviação regional. 38% do consumo do Brasil está no interior. Em cada dez brasileiros da classe média, seis estão no interior.
Em dezembro de 2014, Moreira Franco lançou o Programa Bolsa Piloto, que oferece 65 bolsas para pessoas de baixa renda que tenham interesse em se formar como pilotos de avião. A primeira fase do Bolsa Piloto investiu R$ 1,4 milhão em recursos da Agência Nacional de Aviação Civil (Anac). Segundo Moreira Franco, um dos desafios do desenvolvimento e otimização dos serviços de aviação civil é a qualificação de profissionais, que enfrenta limitações pelo alto custo e difícil acesso. “Sendo assim, é fundamental que esforços institucionais sejam somados para preencher a lacuna da formação e capacitação de pilotos”, disse ao lançar o Programa.
À frente da SAC, Moreira Franco teve como lema “eliminar as restrições desnecessárias aos que querem voar”, frase que era bastante repetida por ele. Ele dizia que era preciso cortar valores, regulações, regras e parte física necessária para permitir que as pessoas voassem, de forma a garantir a mobilidade de pessoas e bens com rapidez, segurança e preço justo.

### Fundação Ulysses Guimarães
A partir do dia 21 de janeiro de 2015 assumiu a presidência da Fundação Ulysses Guimarães, cargo que já havia ocupado anteriormente, de setembro de 2001 a junho de 2007. Foi empossado imediatamente após o Conselho Curador da Fundação ter aprovado por unanimidade sua indicação à presidência da instituição no dia 21 de janeiro de 2015.
Moreira Franco, entregou ao então vice-presidente da República e presidente nacional do PMDB, Michel Temer, a proposta de Reforma Política formulada pelo Grupo de Trabalho da Fundação.
A proposta apresentada por Moreira Franco e defendida pelo PMDB exclui as coligações nas eleições proporcionais, define o “Distritão” como sistema eleitoral e sustenta o financiamento público e privado das campanhas, podendo uma pessoa jurídica fazer doações para um único partido, com limite de doações e gastos. O projeto dos peemedebistas contempla a fidelidade partidária de forma que o mandato pertença ao partido pelo qual o político foi eleito, extingue a reeleição, cria cláusulas de desempenho para os partidos terem direito a tomar posse das cadeiras conquistadas do Legislativo, com exigência de no mínimo 5% dos votos em pelo menos um terço dos estados. O pacote também defende a alteração para cinco anos do tempo de duração dos mandatos com coincidência das eleições para todos os cargos, de presidente da República a vereador.

### Secretaria-Executiva do Programa de Parcerias de Investimentos

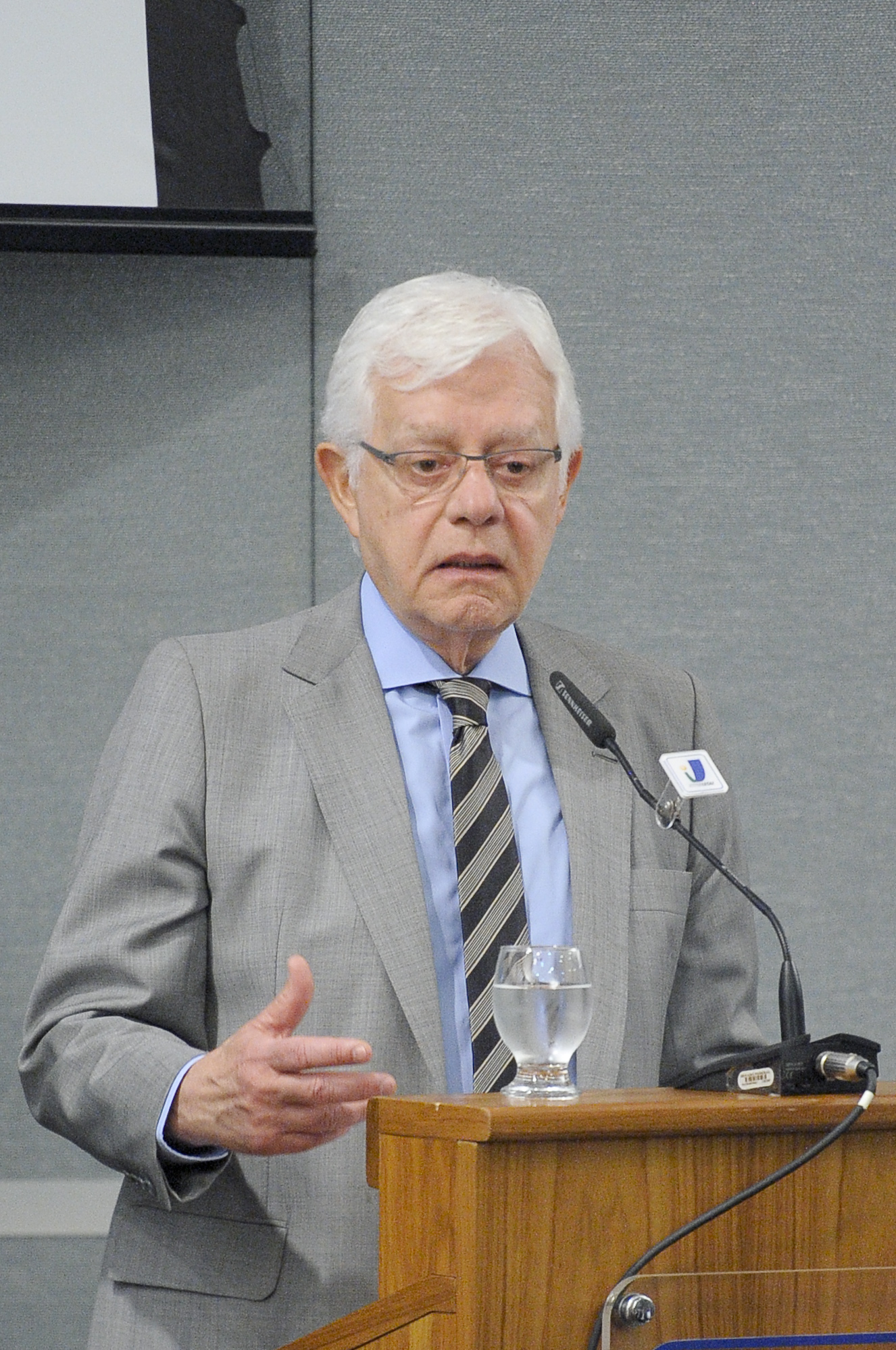
Moreira, secretário do PPI, em discurso a julho de 2016

Em 2016, o país vivia a crise político-econômica de 2014. Para Franco, as razões da crise eram internas, resultado de erros de política econômica cometida ao longo do Governo Dilma Rousseff, embora reconhecesse que o cenário externo era desfavorável. Quanto à crise política, Franco acreditava que as instituições estavam funcionando bem.
| “ | Estamos resolvendo os problemas conforme a constituição e com regras previamente conhecidas. A Câmara dos Deputados está votando temas importantes... | ” |

Com o afastamento da presidente Dilma Rousseff para instauração do seu processo de impeachment e a posse do presidente interino Michel Temer, Moreira Franco foi nomeado secretário-executivo do Programa de Parcerias de Investimentos, PPI. Para Franco, devido à crise político-econômica, o novo governo precisaria buscar o equilíbrio fiscal e tomar medidas visando a retomada do crescimento, de modo a permitir a geração de empregos.
Criado por meio da Medida Provisória nº 727, de 12 de maio de 2016, o PPI é destinado à ampliação e fortalecimento da interação entre o Estado e a iniciativa privada por meio da celebração de contratos de parceria para a execução de empreendimentos públicos de infraestrutura e de outras medidas de desestatização.
A partir do objetivo principal de gerar empregos, o programa tem a missão de rever contratos, aperfeiçoar os editais, fazê-los com menos restrições e que incentivem a concorrência de fato entre empresas privadas. Regras mais transparentes e estudos de viabilidade completos, inclusive no que diz respeito aos licenciamentos ambientais, servem para reduzir custos e celebrar parcerias mais bem sucedidas que impulsionem o crescimento do país, desatando os nós de infraestrutura.
A mesma MP instituiu também o Conselho do PPI, vinculado à Presidência da República e integrado pela titular da Secretaria-Executiva do programa, além de representantes da Casa Civil, do Banco Nacional do Desenvolvimento Econômico e Social, além dos ministérios do Meio Ambiente, Fazenda, Planejamento e Transportes, que, no governo de Temer assimilou as atribuições das secretarias de Portos e de Aviação Civil, que foram extintas.
A Secretaria-Executiva é o braço operacional do Conselho, que, por sua vez, tem na cadeira de comando o próprio presidente da República. Sua missão é supervisionar todas as operações em que o Estado fará parcerias com a iniciativa privada para gerar investimentos em infraestrutura.
A Medida Provisória foi aprovada na Câmara dos Deputados em 30 de agosto de 2016 e no Senado em 8 de setembro, seguindo então para sanção presidencial. A primeira reunião do Conselho do PPI foi realizada no dia 13 de setembro.

### Secretaria-Geral da Presidência

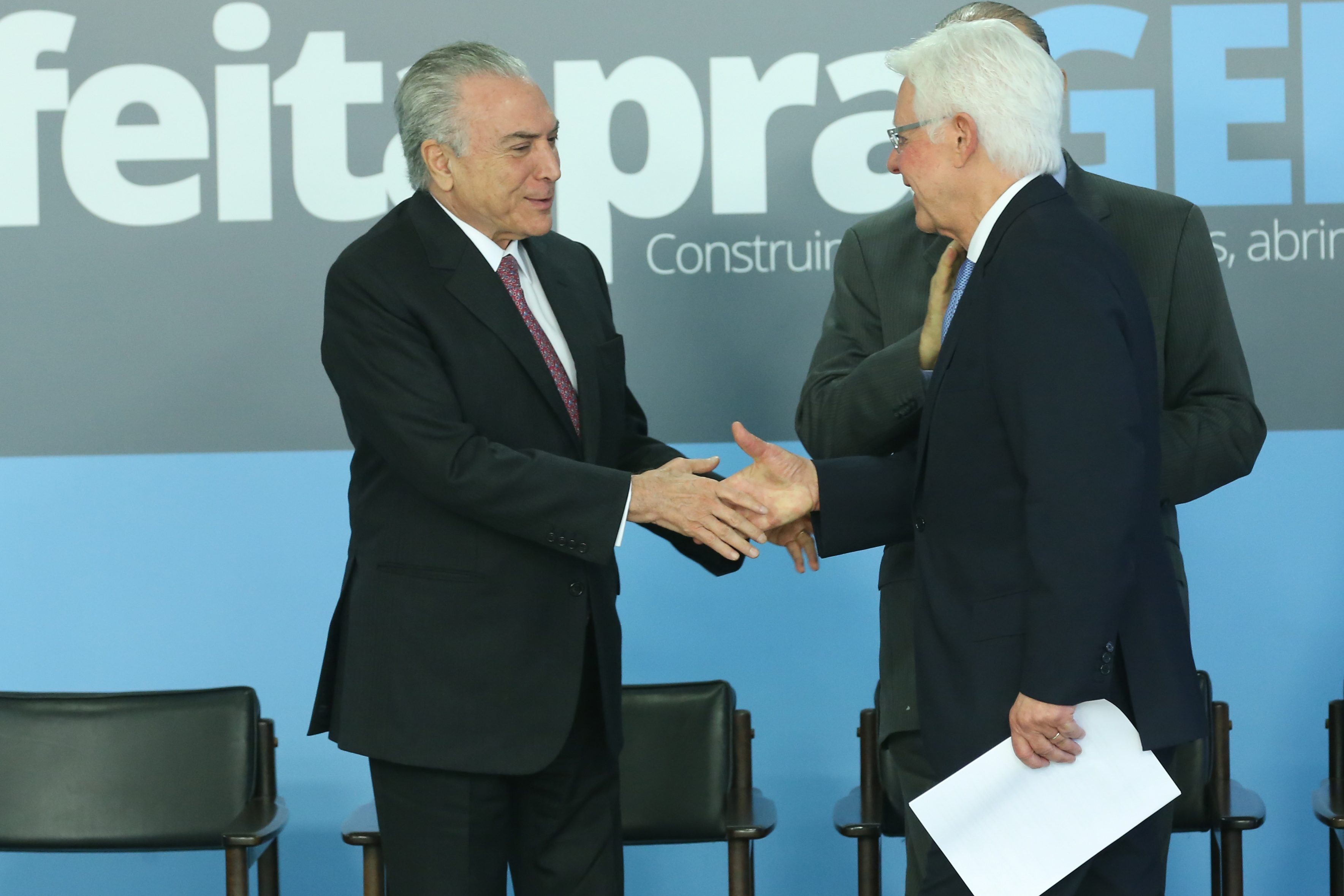
Michel Temer e Franco durante cerimônia de assinatura de contratos de concessões dos aeroportos em julho de 2017

Em 3 de fevereiro de 2017 foi confirmado como o novo ministro da Secretaria-Geral da Presidência do gabinete de Michel Temer. No dia 8 de fevereiro de 2017, uma liminar concedida pelo juiz Eduardo Rocha Penteado da 14ª Vara Federal do Distrito Federal cancelou a posse de Moreira como Secretário, mas logo foi derrubada a pedido da Advocacia-Geral da União. No dia seguinte, outra liminar impediu a posse de Moreira Franco.
Ministro de Minas e Energia
No dia 10 de Abril de 2018, o Palácio do Planalto informou que Moreira Franco,- até então ministro da Secretaria-Geral da Presidência da República- viria a assumir o Ministério de Minas e Energia, substituindo o deputado Fernando Coelho Filho no cargo.
A posse ocorreu no dia 10 de Abril de 2018. Em declaração, o presidente Michel Temer disse: "não preciso esclarecer quanto a clareza de ideias e capacidade de trabalho do Moreira Franco. É um ministro que tem histórico político, conhece o Brasil, a prioridade do nosso Governo, assim como os desafios do setor energético”.
À frente do Ministério de Minas e Energia, Moreira Franco tratou como uma de suas prioridades a defesa da utilização de energia limpa e renovável, bem como, a privatização da Eletrobras.
Foi eleito pela Petroleum Economist, tradicional revista inglesa especializada no setor de óleo e gás, como o "Ministro do Ano de 2018".

### Missões oficiais
Representante, junto a Michel Temer, de Dilma Rousseff na Beatificação de João Paulo II.
Reunião de Trabalho com o Presidente do Conselho Econômico e Social de Portugal e assinatura do Termo de Compromisso para a realização do I Encontro Iberoamericano de Conselhos de Desenvolvimento, Lisboa, Portugal, 2011.[carece de fontes?]
Reunião de Trabalho com o Presidente do Conselho Econômico e Social da Espanha e Assinatura Termo de Compromisso para realização do I Encontro Iberoamericano de Conselhos de Desenvolvimento, Madri, Espanha, 2011.
Assembleia Geral da Associação Internacional de Conselhos Econômicos e Sociais e Instituições Similares – AICESIS, Roma, Itália, 2011.
Participação na II Reunião Internacional de Altos Representantes nas Questões de Segurança, Yekaterinburgo, Rússia, 2011.
Reuniões com o Instituto Internacional da Universidade Nova de Lisboa e a Comissão Portuguesa do Atlântico, e V Reunião da Mesa Redonda da Sociedade Civil Brasil -União Europeia, Lisboa e Porto, Portugal, 2011.

## Prisão na Operação Lava Jato
Moreira Franco, Temer e outros oito acusados chegaram a cumprir pena de prisão preventiva no âmbito de um inquérito que investiga pagamento de propina no âmbito das obras da usina de Angra 3 e desvios da Eletronuclear. Moreira Franco foi preso pouco antes do meio dia, no dia 21 de março de 2019, ao chegar ao Aeroporto Internacional Tom Jobim, na Ilha do Governador. Ele era procurado pela Polícia Federal durante a manhã daquele dia, em uma ação da Operação Lava Jato que rendeu também a prisão do ex-presidente Michel Temer. Encontra-se preso no Batalhão Especial Prisional (BEP), unidade gerida pela Polícia Militar do Estado do Rio de Janeiro, que fica no Fonseca, bairro de Niterói, cidade da região metropolitana da qual Moreira Franco foi prefeito entre 1977 e 1982.
Em 22 de março de 2019, o Ministro Marco Aurélio de Mello, do Supremo Tribunal Federal, negou o pedido de liberdade de Moreira Franco. O magistrado discordou do argumento da defesa e não viu relação entre a prisão decretada por Marcelo Bretas e a decisão do Supremo sobre competência da Justiça Eleitoral. A defesa argumentava que o decreto de prisão do juiz federal Marcelo Bretas, da 7ª Vara Federal Criminal do RJ, afrontou a recente decisão do STF de que cabe à Justiça Eleitoral julgar crimes comuns, quando correlatos a crimes eleitorais. Caso a solicitação de Moreira Franco fosse atendida, Michel Temer também poderia ser solto; o habeas corpus do ex-presidente emedebista tem previsão de ser julgado na semana seguinte, no dia 27 de março de 2019.
A 25 de março de 2019, o desembargador Ivan Athié, do Tribunal Regional Federal da 2ª Região, mandou soltar Temer, Moreira Franco, João Baptista Lima Filho e outros cinco presos na Operação Descontaminação, da Lava Jato. Em sua decisão, o desembargador afirmou ser a favor da operação Lava-Jato, mas que se deve observar as garantias constitucionais, e as leis, sob pena de não serem legitimadas.

## Vida pessoal
Foi casado entre 1969 e 1989 com Celina Vargas do Amaral Peixoto, que foi Diretora do Arquivo Nacional de 1980 a 1990, e com a qual teve três filhos: Bento, Alice e Pedro.
Moreira é casado desde 1995 com Clara Maria Vasconcelos Torres Moreira Franco, filha do político fluminense João Batista de Vasconcelos Torres.

## Obras publicadas
- A Revolução de 1930. In: A century of armed politics in Brazil. Califórnia: Univ. da Califórnia. (com coautoria de Hélio Silva).[110]
- Integração econômica, social e política da América Latina. [S.l.]: AGIR, 1968. 68 p.[110]
- Relatório de pesquisa sobre as condições habitacionais da Cidade de Deus e da Cidade Alta. Rio de Janeiro: CENPHA, 1970.[110]
- Rio: o nosso desafio. Rio de Janeiro: SEDEGRA, 1982. 95 p.[110]
- Diretrizes de um governo popular e democrático. São Paulo: Paz e Terra, 1986. 88 p.[110]
- Em defesa do Rio. Rio de Janeiro: Topbooks, 1991. 235 p.[110]
- Antes que seja tarde. Rio de Janeiro: Topbooks, 2002. 183 p.[110]